# تونده آدکوونل
تونده آدکوونل (انگلیسی: Tounde Adekounle؛ زادهٔ ۲۰ دسامبر ۱۹۸۸) بازیکن فوتبال اهل توگو است. او در پست مهاجم در باشگاه ماسدا بازی می‌کند.
وی در تیم‌های ملی فوتبال زیر ۱۷ سال توگو و توگو بازی کرده است.